# ВАЗ-2105
ВАЗ-2105 «Жигули» (LADA 2105) — советский и российский автомобиль малого класса, выпускавшийся Волжским автомобильным заводом с 1980 по 2010 год. Второе поколение заводской «классики», глубоко модернизированная первая модель. Родоначальник нового семейства, в котором в 1982 году появилась люксовая модель ВАЗ-2107, а в 1984 — универсал ВАЗ-2104.
В Европе автомобиль продавался под названием Lada Nova или Lada Riva (в Великобритании).
ВАЗ-2105 производился только в Тольятти, ни в Ижевске, ни в Сызрани, ни в Египте, ни на Украине данная модель не собиралась. Дольше всех других моделей завода продержалась на конвейере, всего было выпущено чуть более двух миллионов автомобилей всех модификаций.

## История
Работы по обновлению первой модели автозавода начались вскоре после запуска её в производство. Предполагалось, что уже в 1975 году новый автомобиль пойдёт в серию, модель так и обозначалась — «автомобиль 2101 1975 года». И только впоследствии ей был присвоен индекс 2105.
Сначала пытались провести модернизацию простейшим способом: путём замены фар, облицовки радиатора, бамперов, добавления декоративных элементов. Было сделано несколько вариантов, но ни один из них не устраивал разработчиков: изменения не делали автомобиль новым. И только когда проектная команда получила «добро» на замену дверей, образ автомобиля стал вырисовываться.
Были предложения и от иностранных партнёров. Так, представители Fiat хотели разработать новый заднеприводный автомобиль, базирующийся на выпускавшихся агрегатах. Но на автозаводе уже вовсю работали над передним приводом, и от этого проекта отказались. Специалисты Porsche показали свой вариант модернизации внешнего вида и интерьера. В конечном итоге предпочтение отдали созданной на заводе конструкции, в 1976 году технический совет утвердил концепцию автомобиля и вариант внешнего вида, предложенный дизайнером Владимиром Эрастовичем Степновым.
Помимо кузова, ВАЗ-2105 получил существенно обновлённый интерьер и новый, специально для него разработанный двигатель. В электрооборудовании и ходовой части автомобиля также были проведены многочисленные изменения.

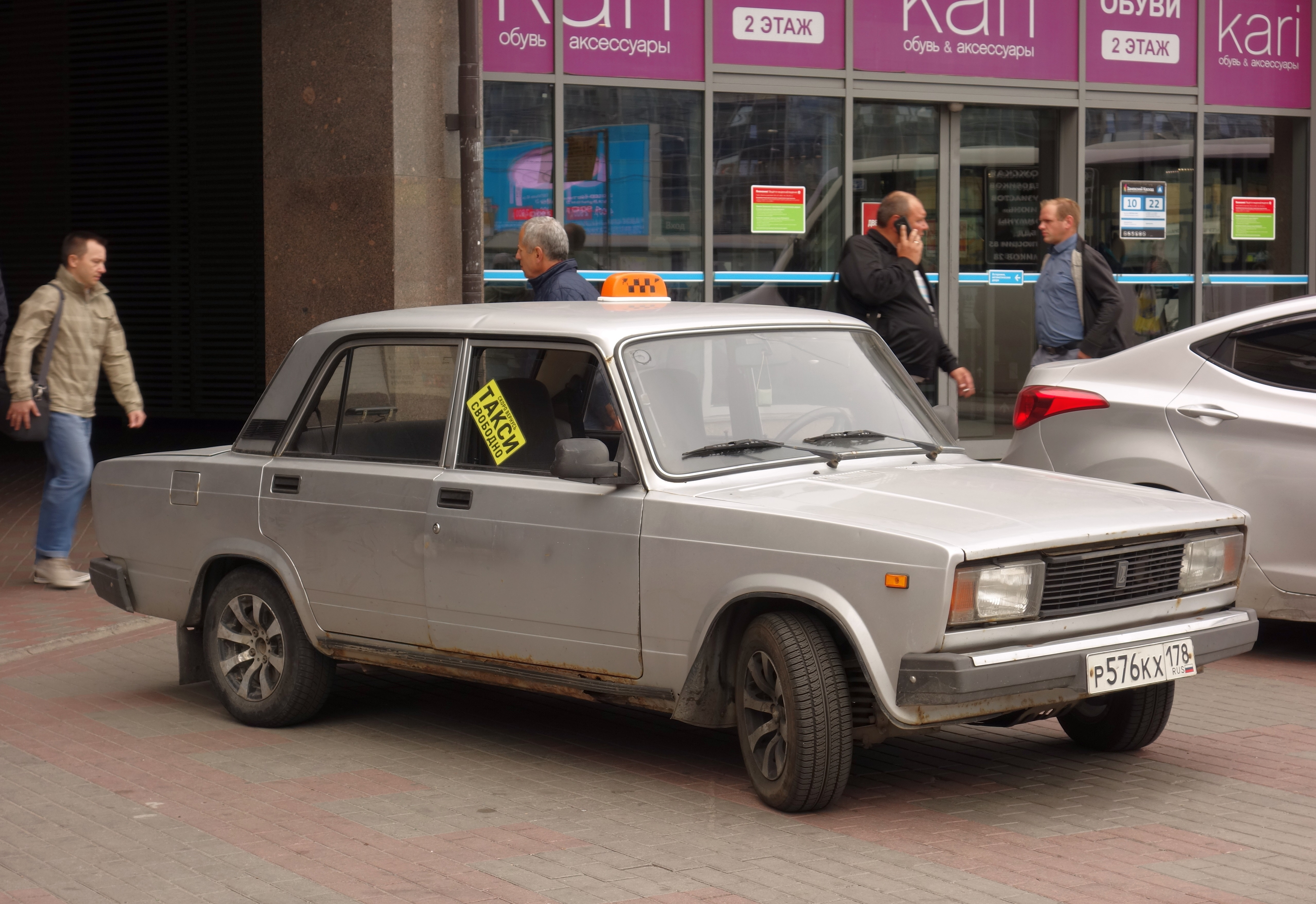
ВАЗ-2105: бамперы и передние сиденья от ВАЗ-2107

Первый образец был собран в декабре 1977 года. В марте следующего года была изготовлена первая серия опытных автомобилей, которые отправились на испытания. В конце 1979 года началось освоение сборки на конвейере, и 3 января 1980 года был выпущен первый серийный автомобиль.
ВАЗ-2105 неоднократно модернизировался за долгие годы производства. Так, в 1994 году он лишился базового двигателя. Зато в 2005 году получил моторы со впрыском топлива, отвечающие новым экологическим требованиям, что позволило продлить конвейерную жизнь автомобиля. В последние годы производства модель всё больше становилась похожей на «семёрку», на неё стали устанавливать передние сиденья и бамперы от ВАЗ-2107. Учитывая небольшую разницу в цене, покупатели предпочитали именно люксовую модель, и спрос на «пятёрку» стал стремительно падать.
Последний ВАЗ-2105 цвета мускари (синий) сошёл с конвейера 30 декабря 2010 года и был отправлен в дилерскую сеть. Всего был изготовлен 2 090 741 автомобиль.

## Кузов и оборудование

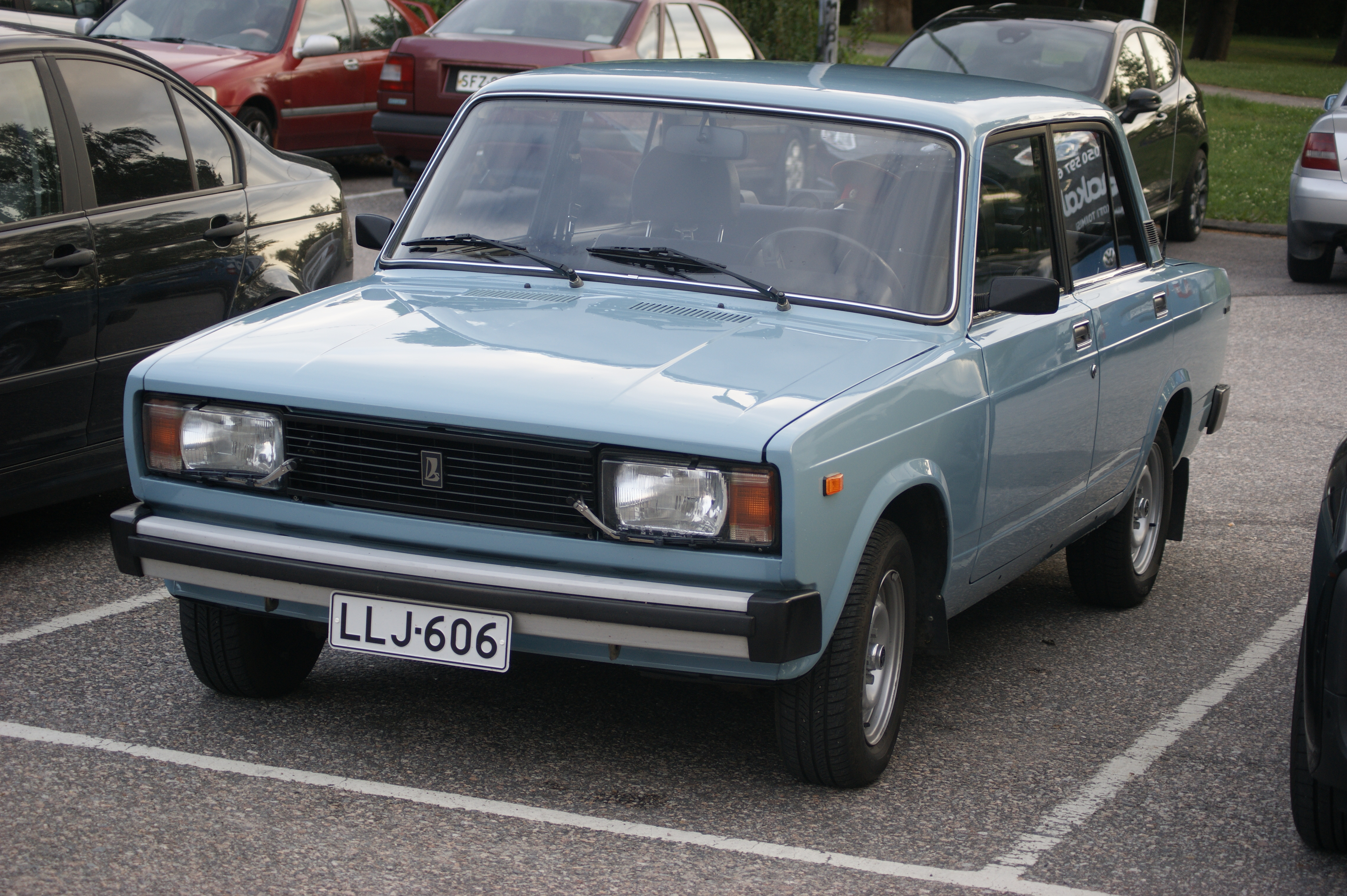
Ранний ВАЗ-2105: алюминиевый бампер и блок-фары с опционным очистителем и омывателем

Созданный на базе предыдущей модели кузов сохранил от ВАЗ-2101 каркас с полом, крышей и щитком предка. Все стёкла, кроме передних боковых, также остались старыми, но, за счёт новых боковин и крыльев, дверей, капота и крышки багажника, а также фар, задних фонарей и облицовок автомобилю был придан новый оригинальный вид.
Серьёзно была обновлена «пятёрка» и внутри. Передняя панель, безопасный руль, сиденья с подголовниками, цельноформованная обивка потолка и дверей, наружные зеркала, регулируемые из салона — всё это стало новым. Отказ от форточек заставил серьёзно пересмотреть систему вентиляции и отопления.
Множество деталей и узлов было совершенно новым для отечественного автостроения. Так, много проблем вызвали алюминиевые бампера, сиденья с пенополиуретановым наполнением, стеклоподъёмники больших, лишённых форточек передних стёкол. Конструкция дверей далась нелегко: петли, замки, ограничители пришлось разрабатывать заново и тщательно доводить до совершенства.
Блок-фары, в которых объединены ближний и дальний свет, габаритные огни и указатели поворота, также были новинкой отечественного автопрома. Гидрокорректор фар позволял менять их положение, в зависимости от загрузки автомобиля, дистанционно, прямо из салона. Часть автомобилей комплектовалась омывателями и очистителями стёкол фар.

## Двигатели и трансмиссия
Автомобили всех версий комплектовались рядными четырёхцилиндровыми двигателями, установленными спереди продольно.
На базовый автомобиль устанавливался специально для него разработанный двигатель 2105 рабочим объёмом 1,3 литра. В нём впервые в истории отечественного автопрома привод верхнего распредвала (SOHC) осуществлялся с помощью зубчатого ремня. Такая конструкция обеспечивала более плавную, без рывков, работу и позволила снизить массу двигателя и его шумность. Более простая версия автомобиля комплектовалась проверенным двигателем 2101 рабочим объёмом 1,2 литра с цепным приводом верхнего распредвала. Улучшенная, более дорогая версия оборудовалась мощным двигателем 2103 рабочим объёмом 1,5 литра, также с цепным приводом распределительного вала. Все моторы питались от карбюратора, имели жидкостное охлаждение и центральную систему смазки под давлением.
Двигатели агрегатировались с четырёх- или пятиступенчатыми механическими коробками передач. С 1987 года на всех автомобилях классического семейства коробки передач были унифицированы по передаточным числам и отличались только второстепенными деталями. От коробки вращение назад передавалось с помощью карданной передачи с двумя шарнирами и далее на колёса через главную передачу, дифференциал и полуоси заднего моста.
Начиная с 2005 года, на автомобиль стали устанавливать новый двигатель 2104. Созданный на базе мотора 2103, он имел систему распределённого впрыска топлива, электронную систему управления, каталитический нейтрализатор и множество других изменений, направленных на выполнение требований экологического стандарта Евро-2. В конце 2007 года был добавлен самый большой двигатель семейства - 1,6-литровый 21067. Этот созданный на базе мотора 2106 двигатель также был оборудован впрыском топлива и отвечал уже стандарту Евро-3.

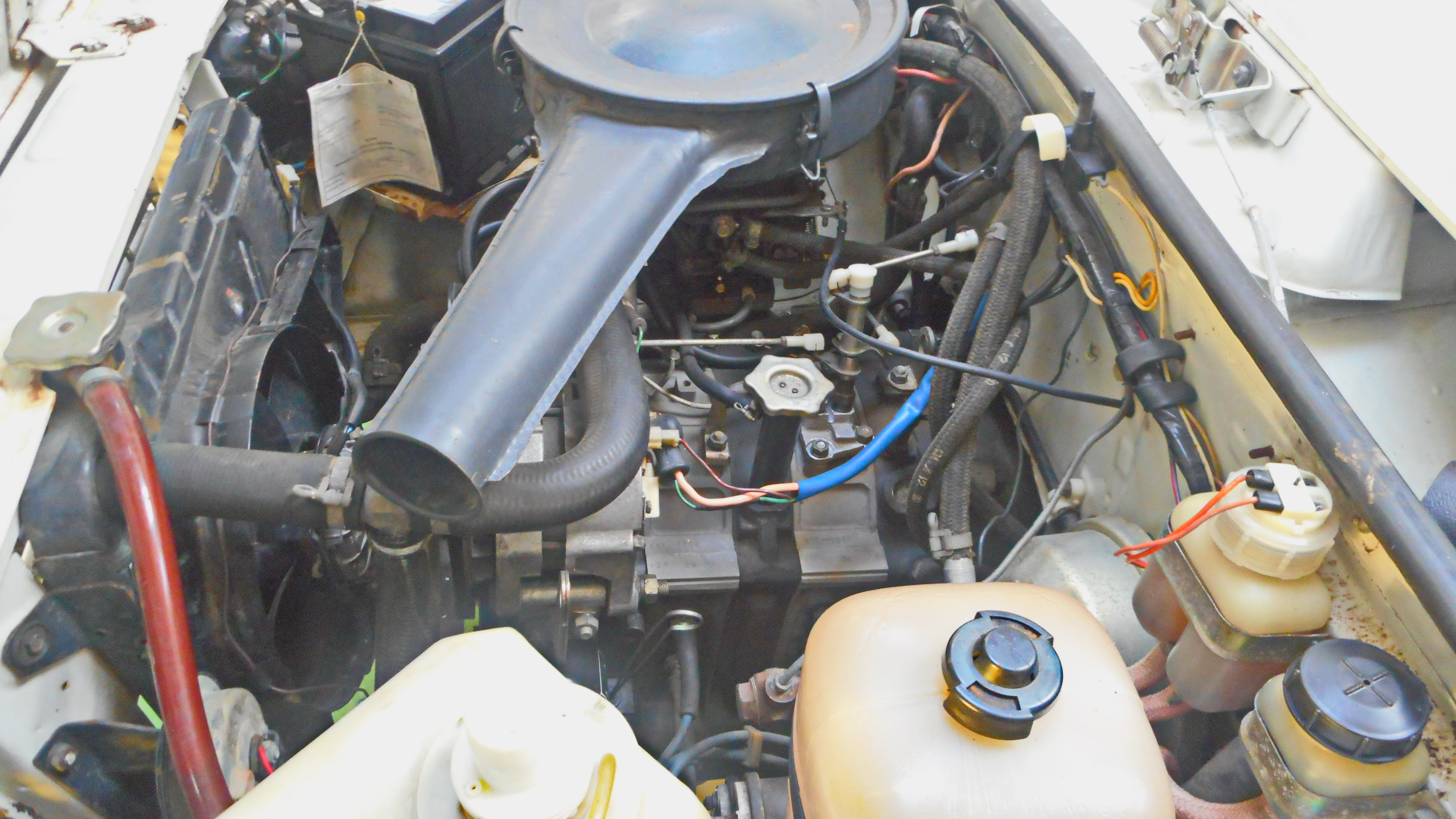
Роторно-поршневой двигатель

В небольших количествах изготавливались автомобили, оснащённые дизельным двигателем. Мотор 341 был создан на базе усиленного блока 2103 с использованием деталей от других уже выпускаемых двигателей. Головка цилиндров была новой, с размещённой в ней камерой сгорания (так называемый, предкамерный дизель). Для облегчения холодного пуска в камерах сгорания располагались свечи, подогревающие горючую смесь. Использовалась топливная аппаратура фирмы Bosch, двигатель комплектовался увеличенной мощности стартером, что потребовало использование большей ёмкости аккумулятора. Помимо прочего, на двигатель устанавливался вакуумный насос для обеспечения работы усилителя тормозов.
Мелкими сериями по заказам спецслужб выпускался автомобиль, оборудованный роторно-поршневым двигателем (РПД). Этот двухсекционный РПД питался от карбюратора, был оборудован электронной цифровой системой зажигания и специальной системой смазки с дополнительным радиатором.
| Двигатель                           | Рабочий объём | Питание    | Максимальная мощность             | Максимальный крутящий момент | Модель   | Годы      |
| ----------------------------------- | ------------- | ---------- | --------------------------------- | ---------------------------- | -------- | --------- |
| Основные                            |               |            |                                   |                              |          |           |
| 2101                                | 1198 см³      | карбюратор | 43,2 кВт (59 л. с.) / 5600 об/мин | 85 Нм / 3400 об/мин          | 21051    | 1980—2000 |
| 2105                                | 1294 см³      | карбюратор | 47 кВт (64 л. с.) / 5600 об/мин   | 92 Нм / 3400 об/мин          | 2105     | 1980—1994 |
| 2103                                | 1451 см³      | карбюратор | 52,5 кВт (71 л. с.) / 5600 об/мин | 110 Нм / 3400 об/мин         | 21053    | 1980—2005 |
| 2104                                | 1451 см³      | впрыск     | 52,5 кВт (71 л. с.) / 5000 об/мин | 112 Нм / 4000 об/мин         | 21053-20 | 2005—2010 |
| 21067                               | 1568 см³      | впрыск     | 53,5 кВт (73 л. с.) / 5300 об/мин | 116 Нм / 3750 об/мин         | 21054-30 | 2007—2010 |
| Мелкосерийные                       |               |            |                                   |                              |          |           |
| 341*                                | 1524 см³      | впрыск     | 37 кВт (50 л. с.) / 4600 об/мин   | 90 Нм / 2500 об/мин          | 21055    |           |
| 4132**                              | 2616 см³      | карбюратор | 103 кВт (140 л. с.) / 6000 об/мин | 186 Нм / 4500 об/мин         | 21059    |           |
| *— дизельный, **— роторно-поршневой |               |            |                                   |                              |          |           |

## Ходовая часть

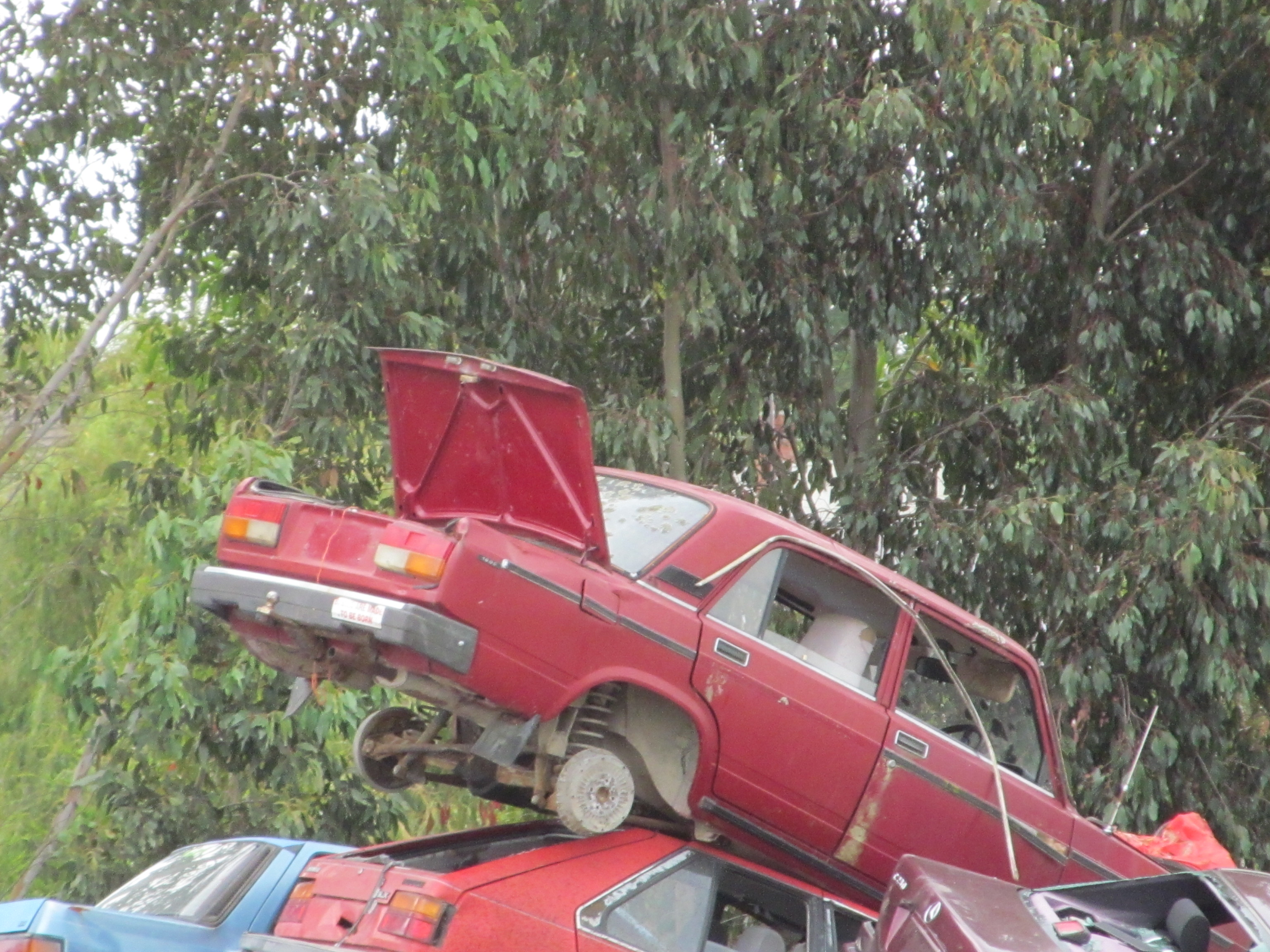
На сданном в утиль автомобиле хорошо виден задний мост на пружинах, продольные рычаги и тяга Панара

Подвеска передних и задних колёс всех автомобилей ВАЗ классической компоновки была унифицирована, то есть имела одну и ту же конструкцию. Спереди — независимая пружинная на двойных поперечных рычагах с телескопическими амортизаторами и стабилизатором поперечной устойчивости. Сзади — жёсткий мост, также на пружинах, с четырьмя продольными рычагами и поперечной тягой Панара.
Рулевое управление — без усилителя, с глобоидным червяком, двухгребневым роликом и травмобезопасной складывающейся рулевой колонкой. За счёт применения в рулевом механизме шариковых подшипников удалось примерно на треть снизить усилие на руле.
Привод тормозов — гидравлический двухконтурный с усилителем и регулятором давления задних тормозов. Спереди установлены дисковые тормоза со сплошными (не вентилируемыми) дисками и неподвижным суппортом. Задние барабанные тормоза с самоустанавливающимися колодками имели встроенный в колёсный цилиндр механизм автоматической регулировки зазора между колодками и барабаном.
На автомобиль устанавливались новые колёса без колпаков и специально для этой модели разработанные шины.

## Модификации
- ВАЗ-2105 — базовая модель с двигателем ВАЗ-2105 рабочим объёмом 1,3 литра.
- ВАЗ-21051 — упрощённая версия с двигателем ВАЗ-2101 рабочим объёмом 1,2 литра[46].
- ВАЗ-21053 — улучшенная версия с более мощным двигателем ВАЗ-2103 рабочим объёмом 1,5 литра[47].
- ВАЗ-21053-20 — версия с двигателем 2104 рабочим объёмом 1,5 литра, оснащённым системой впрыска топлива[35].
- ВАЗ-21054 — мелкосерийная версия для спецслужб с двигателем ВАЗ-2106 рабочим объёмом 1,6 литра, которая комплектовалась дополнительным бензобаком и вторым аккумулятором[48].
- ВАЗ-21054-30 — версия с двигателем 21067 рабочим объёмом 1,6 литра, оснащённым системой впрыска топлива[35].
- ВАЗ-21055 — мелкосерийная версия с дизельным двигателем ВАЗ-341[41].
- ВАЗ-21056 — версия базовой модели ВАЗ-2105 с правым расположением руля[49].
- ВАЗ-21057 — версия модели ВАЗ-21053 с двигателем 1,5 литра и правым расположением руля[49].
- ВАЗ-21058 — версия модели ВАЗ-21051 с двигателем 1,2 литра и правым расположением руля[49].
- ВАЗ-21059 — мелкосерийная версия с роторно-поршневым двигателем ВАЗ-4132[38].

## Оценки
Среди недостатков ВАЗ-2105 Иннокентий Кишкурно в статье, опубликованной на сайте Kolesa.ru в 2017 году, называл низкий уровень надёжности автомобиля и коррозионной стойкости кузова. В то же время автор отмечал высокую ремонтопригодность машины благодаря простоте конструкции и доступности дешёвых запасных частей, позволяющим автомобилисту самостоятельно производить ремонт в полевых условиях.

## Спорт

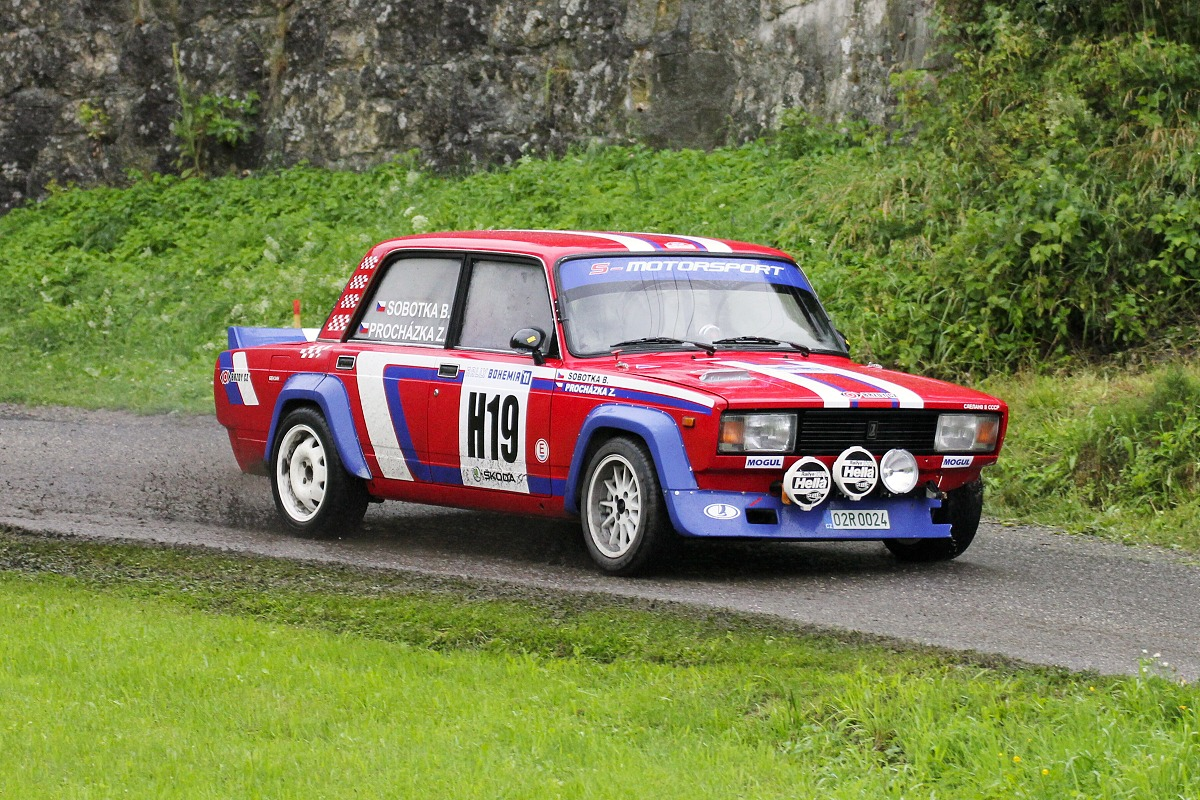
Lada 2105 VFTS

Автомобиль активно использовался в советском и российском автоспорте, в различных вариантах его выпускали производственное объединение «Вихур» из Таллина для ралли и кольцевых гонок и Вильнюсская фабрика транспортных средств (ВФТС), которая делала наиболее известную раллийную версию ВАЗ-2105 ВФТС.

### ВАЗ-2105 ВФТС
Литовским предприятием строились спортивные автомобили ВАЗ по регламенту Группы B с самого начала введения этого класса в 1982 году, имевшего очень либеральные технические требования к конструкции. Главная продукция в тот период — ВАЗ-2105 ВФТС (LADA 2105 VFTS), который оснащался форсированным двигателем ВАЗ-2106, с применением карбюраторов WEBER 45 DCOE (1,6 л, 160 л. с. (при 7000 об/мин), 165 Н·м (при 5500 об/мин) и 4- и 5-ступенчатыми КПП, с кулачковыми муфтами включения. В целях снижения массы часть металлических кузовных деталей заменялись алюминиевыми (в том числе двери) и пластиковыми элементами.
Автомобиль получил омологацию от ФИА 2 октября 1982 года под номером 222, и уже в ноябре состоялся его международный дебют на RAC Rally-1982, британском этапе чемпионата мира. Лучший результат в WRC для LADA 2105 VFTS — 12 место — был показан австрийцем Рудольфом Штолем в следующем году на ралли Греции. В последний раз советские гонщики вывели эту модель на старт в мировом первенстве на ралли Финляндии 1988 года. ВАЗ-2105 ВФТС использовали два сезона после запрета Группы B, пользуясь тем, что международная автомобильная федерация разрешила стартовать на машинах этой категории (с ограничением рабочего объёма двигателей до 1600 см³) в 1987 и 1988 годах на некоторых этапах чемпионата мира и Европы, но без получения очков в итоговую таблицу. А в региональных турнирах очки продолжали начисляться, и сборная СССР использовала «пятёрку» вплоть до окончания сезона 1988 года, последнего, когда Кубок Дружбы социалистических стран по ралли разыгрывался на машинах группы B. Для сборной СССР в этом турнире LADA 2105 VFTS была основной в 1984—1988 годах, и все эти годы советским раллистам удавалось побеждать в командном зачёте. Самым успешным стал 1986 год, когда Валло Соотс и Эугениус Тумалявичус смогли также занять два первых места и в личном зачёте кубка. Помимо советских раллистов, на автомобиле активно выступали спортсмены других стран восточного блока: большая группа лидеров сборных Болгарии и Венгрии, один из сильнейших чешских раллистов Вацлав Блахна, некоторые из лидеров сборной ГДР, и другие.